# 在新潟ドイツ領事館
在新潟ドイツ領事館（ドイツ語: Deutsches Konsulat in Niigata、英語: Consulate of Germany in Niigata）は、1869年に北ドイツ連邦が新潟県の新潟町（現・新潟市）に設置していた領事館。新潟県では新津油田や佐渡金山が稼働していた。
新潟におけるドイツ領事館の歴史は萬代橋よりも古く、1880年（明治13年）当時の地図にはドイツ領事館東岸に萬代橋の架かっていない信濃川が描かれている。2019年（平成31年）4月20日、ドイツ領事館の跡地に新潟県産の御影石を材料とする新潟ドイツ領事館跡記念碑が設置された。

## 歴史
- 1861年1月24日（万延元年12月14日）、プロイセン王国の外交使節が来日し、日本に対し通商関係開設を求め、通商条約を締結（日普修好通商条約）[3][4][5][6]。
- 1858年7月29日（安政5年6月19日）、日米修好通商条約が締結されて、来たる1860年1月1日（安政6年12月9日）に新潟港を開港することが定められる[7]（但し、戊辰戦争などの影響により新潟開港は明治維新後に延期された[8]）
- 1869年1月1日（明治元年11月19日）、平安時代から越後国の港として栄えていた新潟港が初めて国際港として開港される[8]
- 1869年10月または11月（明治2年9月）、水原県新潟町本町通七番町（現・新潟県新潟市中央区本町通7番町）に在新潟北ドイツ連邦領事館（ドイツ語: Konsulat des Norddeutschen Bundes in Niigata、英語: Consulate of the North German Confederation in Niigata）が開設される。初代領事は、貿易商を務める29歳のドイツ人青年カール・エミール・アドルフ・ライスナー[1]
- 1870年4月7日（明治3年3月7日）、水原県が廃止され、代わりに新潟町を県庁所在地とする新潟県が設置される[9]
- 1871年1月18日（明治3年11月28日）、プロイセン国王ヴィルヘルム1世が皇帝に即位してドイツ帝国が成立する[3]
- 1872年7月または8月（明治5年6月）、新潟の北ドイツ連邦領事館が在新潟ドイツ帝国領事館（ドイツ語: Konsulat des Deutschen Reiches in Niigata、英語: Consulate of the German Empire in Niigata）に改称される[1]
- 1877年（明治10年）1月、ドイツ帝国領事館が新潟町内の下大川前通三ノ町へ移転する[1]
- 1882年（明治15年）7月、開館から約13年間領事として奉職していたライスナーが離任して、新潟のドイツ帝国領事館が閉鎖される[1]
- 1889年（明治22年）4月1日、新潟町が関屋村古新田を合併して新潟市が誕生する[10]
- 1926年（昭和元年）12月26日、ライスナー元領事が86歳で逝去[11]
- 2019年（平成31年）4月20日、新潟日独協会の主導により新潟ドイツ領事館跡記念碑が設置される[2]

## 所在地
1869年 - 1877年
〒951-8067　新潟県新潟市中央区本町通7番町
※記念碑が置かれているのは、こちらではなく下大川前通にある新潟グランドホテルの駐車場。
1877年 - 1882年
〒951-8052　新潟県新潟市中央区下大川前通2230
※建物は現存しないが、新潟グランドホテル駐車場の一角に記念碑がある。

## 領事
| 代 | 氏名（日本語）                         | 氏名（ドイツ語）         | 着任      | 退任      | 備考         |
| -- | -------------------------------------- | ------------------------ | --------- | --------- | ------------ |
| 1  | カール・エミール・アドルフ・ライスナー | Carl Emil Adolph Leysner | 1869年9月 | 1882年7月 | [ 1 ] [ 12 ] |